# Roman Šebrle
Roman Šebrle (ur. 26 listopada 1974 w Lanškrounie) – czeski lekkoatleta specjalizujący się w wielobojach lekkoatletycznych.
Czterokrotny uczestnik igrzysk olimpijskich – w pierwszym swoim starcie w Sydney (2000) zdobył srebrny medal; cztery lata później w Atenach wywalczył złoto, w 2008 w Pekinie był szósty, a w Londynie w 2012 nie ukończył dziesięcioboju. Złoty i dwukrotnie srebrny medalista mistrzostw świata oraz podwójny mistrz Europy. Ma na koniec pięć medali – w tym dwa złote – halowego czempionatu globu. Trzykrotnie stawał na najwyższym stopniu podium halowych mistrzostw Starego Kontynentu – podczas tej rangi imprezy wywalczył także jeden srebrny i dwa brązowe medale. W 1997 wygrał uniwersjadę. W 2001 podczas mityngu Hypo-Meeting w austriackim Götzis ustanowił rekord świata i jako pierwszy w historii przekroczył w dziesięcioboju liczbę 9000 punktów uzyskując wynik 9026 punktów. Panel ekspertów powołany w 2008 przez gazetę The Wall Street Journal uznał Czecha największym sportowcem na świecie. Wielokrotny medalista mistrzostw swojego kraju. W 2013 ogłosił zakończenie kariery sportowej.
Roman Šebrle jest żołnierzem Czeskich Sił Zbrojnych w stopniu majora. W 2004 odznaczony został Medalem za Zasługi II Stopnia.

## Kariera

### Początki
Swoją sportową karierę zaczynał od piłki nożnej, którą uprawiał od 1980 roku. Siedem lata później podczas turnieju doznał kontuzji – złamał między innymi kość strzałkową. Po rekonwalescencji, w 1990, wystąpił w szkolnych zawodach lekkoatletycznych – po nich trafił do klubu w miejscowości Týniště nad Orlicí. W swoim pierwszym występie w dziesięcioboju uzyskał wynik nieco ponad 5000 punktów. W 1995 rozpoczął dwuletnią służbę w Siłach Zbrojnych Republiki Czeskiej i wstąpił do klubu Dukla Praga z którym jest związany do dziś.

### 1997-2000
W dużych lekkoatletycznych zawodach zadebiutował w 1997 podczas mistrzostw świata w Atenach – w imprezie tej uplasował się na dziewiątym miejscu. Niespełna miesiąc później odniósł pierwszy sukces międzynarodowy wygrywając na stadionie w Katanii rywalizację podczas uniwersjady. W kolejnym sezonie nie udało mu się ukończyć konkurencji podczas halowego czempionatu Starego Kontynentu, a latem był w szósty na mistrzostwach Europy. Pierwszy medal na imprezie rangi mistrzowskiej zdobył zimą 1999 roku w Maebashi, kiedy to przegrywając z Polakiem Sebastianem Chmarą i Estończykiem Erikiem Noolem wywalczył brązowy medal halowych mistrzostw świata. Sukcesu z Japonii nie udało mu się powtórzyć w sezonie letnim gdy nie ukończył dziesięcioboju na mistrzostwach świata. Pierwszy medal – srebrny – halowego czempionatu Europy zdobył w 2000 roku. Kilka miesięcy później został w Sydney wicemistrzem olimpijskim.

### 2001-2004
W marcu 2001 wygrał w Lizbonie halowe mistrzostwa świata. 26 i 27 maja 2001 w Götzis podczas tradycyjnego mityngu wieloboistów Hypo-Meeting poprawił rekord świata swojego rodaka Tomáš Dvořák, który od 1999 wynosił 8994 punkty, uzyskując wynik 9026 punktów stając się pierwszym w historii lekkoatletyki zawodnikiem osiągając w dziesięcioboju wynik ponad 9000 punktów. Po tym wydarzeniu był zdecydowanym faworytem mistrzostw świata w Edmonton – w imprezie tej Czech uzyskał jednak tylko 8174 punktów i zajął dziesiąte miejsce. Kolejny sezon przyniósł wieloboiście dwa złote medale – halowych mistrzostw Europy i mistrzostw Europy na stadionie. Drugi brązowy krążek halowego czempionatu globu zdobył w 2003 w Birmingham – kilka miesięcy później pierwszy raz stanął na podium mistrzostw świata zajmując na Stade de France drugą pozycję. W 2004 wygrywając drugi raz w karierze halowe mistrzostwa świata ustanowił nowy halowy rekord Europy w siedmioboju uzyskując rezultat 6438 punktów. Na igrzyskach olimpijskich w Atenach zdobył złoty medal.

### 2005-2008
Po zdobyciu olimpijskiego złota w Atenach rozpoczął kolejny sezon od wygrania halowego czempionatu Europy. Kilka miesięcy później w Helsinkach zdobył drugi srebrny medal mistrzostw świata przegrywając tylko z reprezentantem USA Bryanem Clayem. W sezonie 2006 zdobył trzeci brąz halowych mistrzostw świata, a latem w Szwecji obronił tytuł mistrza Europy. 22 stycznia 2007 podczas obozu w Południowej Afryce został ranny gdy miejscowa oszczepniczka Sunette Viljoen trafiła oszczepem w jego prawe ramię, Czechowi założono jedenaście szwów. Šebrle po tym wypadku, już 4 marca, wygrał halowe mistrzostwa Europy, a latem w Osace pierwszy raz w karierze został mistrzem świata w dziesięcioboju. W sezonie 2008 nie ukończył rywalizacji na halowych mistrzostwach globu, a w sierpniu nie udało mu się obronić tytułu mistrza olimpijskiego zajmując w Pekinie szóstą lokatę z wynikiem 8241 punktów.

### 2009-2013
Na początku sezonu 2009 piąty raz z rzędu stanął na podium halowych mistrzostw Europy zdobywając w Turynie brązowy medal. Latem tego samego sezonu na mistrzostwach globu zajął jedenaste miejsce – najgorsze w historii swoich startów w imprezach mistrzowskich w całej karierze. Po zajęciu piątej lokaty podczas halowych mistrzostw globu – w marcu 2010 – nie bronił latem złota mistrzostw Europy. Zimą 2011 był piąty na mityngu wieloboistów w Tallinnie oraz zdobył złoty medal halowych mistrzostw Czech uzyskując wynik 6117 punktów – najlepszy na europejskich listach w sezonie halowym. Na halowym czempionacie Europy w Paryżu zdobył brązowy medal. Podczas mistrzostw Europy w czerwcu 2012 roku w Helsinkach zajął 6. miejsce. Nie ukończył dziesięcioboju podczas igrzysk olimpijskich w Londynie. W maju 2013 planował wystąpić (po raz 15. w karierze) w prestiżowym mityngu wielobojowym Hypo-Meeting, jednak ze startu wyeliminowała go kontuzja. Miesiąc później ogłosił zakończenie kariery.

## Osiągnięcia

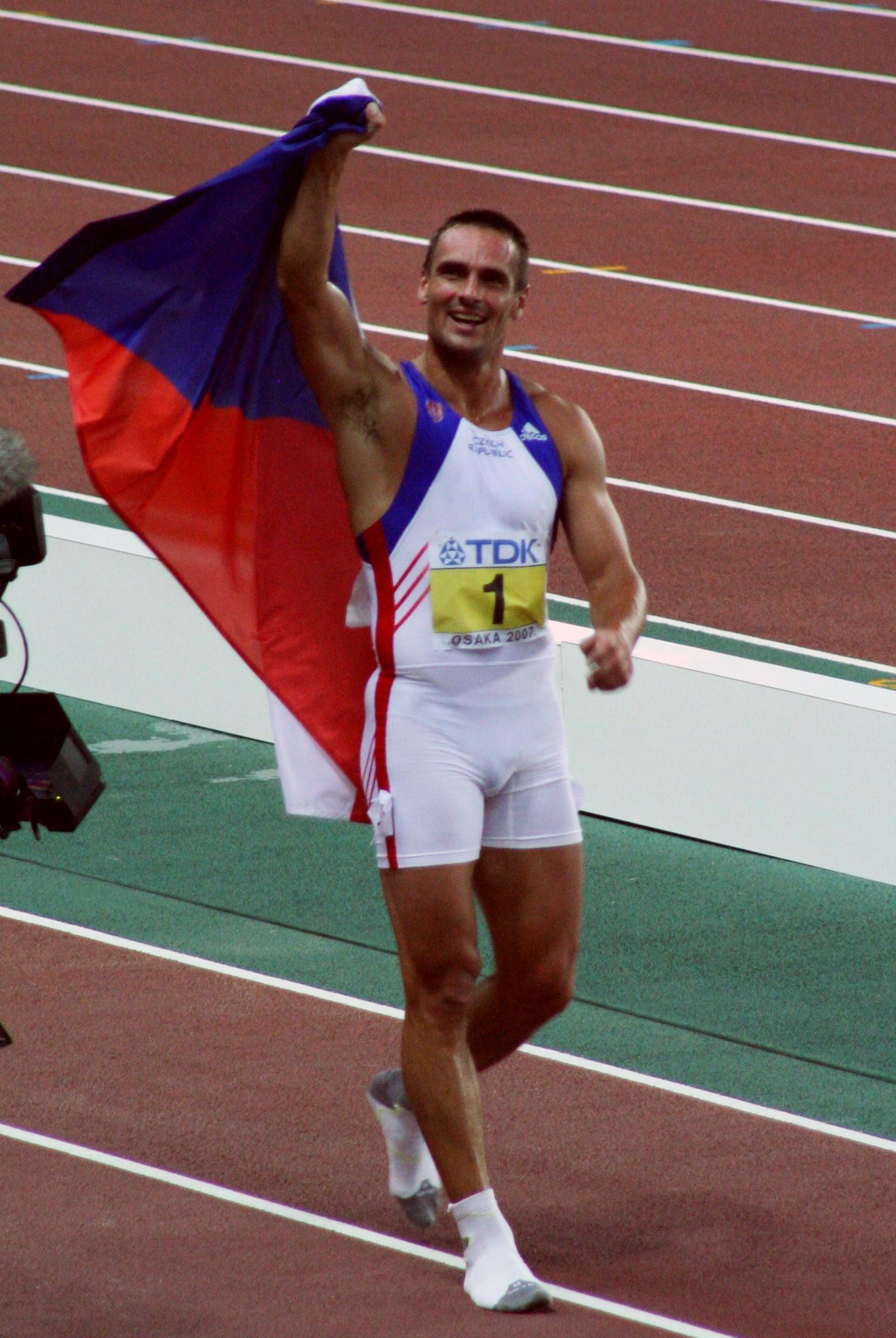
Šebrle świętujący zdobycie złotego medalu mistrzostw świata w Osace (2007)

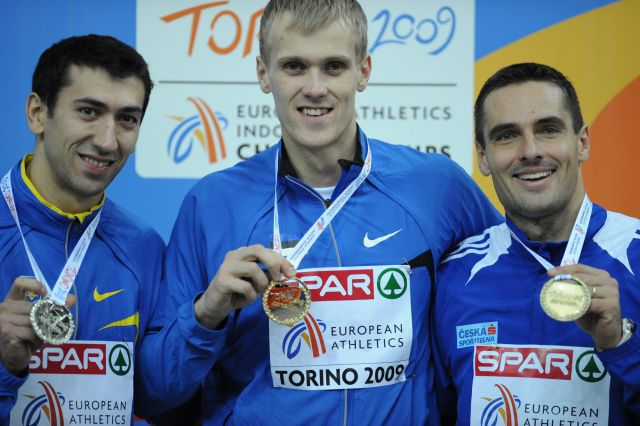
Wielboista (pierwszy z prawej) na podium halowych mistrzostw Europy w Turynie (2009)

| Rok  | Impreza                                | Miejsce    | Konkurencja   | Lokata      | Wynik     |
| ---- | -------------------------------------- | ---------- | ------------- | ----------- | --------- |
| 1997 | Superliga pucharu Europy w wielobojach | Tallinn    | dziesięciobój | 1. miejsce  | 8322 pkt. |
| 1997 | Mistrzostwa świata                     | Ateny      | dziesięciobój | 9. miejsce  | 8232 pkt. |
| 1997 | Uniwersjada                            | Sycylia    | dziesięciobój | 1. miejsce  | 8380 pkt. |
| 1998 | Halowe mistrzostwa Europy              | Walencja   | siedmiobój    | –           | DNF       |
| 1998 | Superliga pucharu Europy w wielobojach | Tallinn    | dziesięciobój | 2. miejsce  | 8589 pkt. |
| 1998 | Mistrzostwa Europy                     | Budapeszt  | dziesięciobój | 6. miejsce  | 8589 pkt. |
| 1999 | Halowe mistrzostwa świata              | Maebashi   | siedmiobój    | 3. miejsce  | 6319 pkt. |
| 1999 | Superliga pucharu Europy w wielobojach | Praga      | dziesięciobój | 2. miejsce  | 8527 pkt. |
| 1999 | Mistrzostwa świata                     | Sewilla    | dziesięciobój | –           | DNF       |
| 2000 | Halowe mistrzostwa Europy              | Gandawa    | siedmiobój    | 2. miejsce  | 6271 pkt. |
| 2000 | Igrzyska olimpijskie                   | Sydney     | dziesięciobój | 2. miejsce  | 8606 pkt. |
| 2001 | Halowe mistrzostwa świata              | Lizbona    | siedmiobój    | 1. miejsce  | 6420 pkt. |
| 2001 | Mistrzostwa świata                     | Edmonton   | dziesięciobój | 10. miejsce | 8174 pkt. |
| 2002 | Halowe mistrzostwa Europy              | Wiedeń     | siedmiobój    | 1. miejsce  | 6280 pkt. |
| 2002 | Mistrzostwa Europy                     | Monachium  | dziesięciobój | 1. miejsce  | 8800 pkt. |
| 2003 | Halowe mistrzostwa świata              | Birmingham | siedmiobój    | 3. miejsce  | 6196 pkt. |
| 2003 | Mistrzostwa świata                     | Paryż      | dziesięciobój | 2. miejsce  | 8634 pkt. |
| 2004 | Halowe mistrzostwa świata              | Budapeszt  | siedmiobój    | 1. miejsce  | 6438 pkt. |
| 2004 | Igrzyska olimpijskie                   | Ateny      | dziesięciobój | 1. miejsce  | 8893 pkt. |
| 2005 | Halowe mistrzostwa Europy              | Madryt     | siedmiobój    | 1. miejsce  | 6232 pkt. |
| 2005 | Mistrzostwa świata                     | Helsinki   | dziesięciobój | 2. miejsce  | 8521 pkt. |
| 2006 | Halowe mistrzostwa świata              | Moskwa     | siedmiobój    | 3. miejsce  | 6161 pkt. |
| 2006 | Mistrzostwa Europy                     | Göteborg   | dziesięciobój | 1. miejsce  | 8526 pkt. |
| 2007 | Halowe mistrzostwa Europy              | Birmingham | siedmiobój    | 1. miejsce  | 6196 pkt. |
| 2007 | Mistrzostwa świata                     | Osaka      | dziesięciobój | 1. miejsce  | 8676 pkt. |
| 2008 | Halowe mistrzostwa świata              | Walencja   | siedmiobój    | –           | DNF       |
| 2008 | Igrzyska olimpijskie                   | Pekin      | dziesięciobój | 6. miejsce  | 8241 pkt. |
| 2009 | Halowe mistrzostwa Europy              | Turyn      | siedmiobój    | 3. miejsce  | 6142 pkt. |
| 2009 | Mistrzostwa świata                     | Berlin     | dziesięciobój | 11. miejsce | 8266 pkt. |
| 2010 | Halowe mistrzostwa świata              | Doha       | siedmiobój    | 5. miejsce  | 6024 pkt. |
| 2011 | Halowe mistrzostwa Europy              | Paryż      | siedmiobój    | 3. miejsce  | 6178 pkt. |
| 2011 | Mistrzostwa świata                     | Taegu      | dziesięciobój | 14. miejsce | 8069 pkt. |
| 2012 | Mistrzostwa Europy                     | Helsinki   | dziesięciobój | 6. miejsce  | 8025 pkt. |
| 2012 | Igrzyska olimpijskie                   | Londyn     | dziesięciobój | –           | DNF       |

## Rekordy życiowe
- Dziesięciobój – 9026 pkt. (2001) były rekord świata, 3. wynik w historii światowej lekkoatletyki
- Siedmiobój (hala) – 6438 pkt. (2004) były halowy rekord Europy, 7. wynik w historii światowej lekkoatletyki[12]